# 劉元凱 (嘉靖進士)
劉元凱（1513年—？年），字舜舉，四川保寧府閬中縣人，明朝政治人物。

## 生平
嘉靖十九年（1540年）舉庚子科四川鄉試第三名，嘉靖二十年（1541年）聯捷辛丑科進士。

## 家族
曾祖劉葸，祖劉湖，父劉光啟，母白氏。